# Roadrunner (альбом Hurriganes)
Roadrunner — альбом, выпущенный финской рок-группой Hurriganes в 1974 году.

## Об альбоме
Roadrunner считается одним из самых значимых альбомов в истории финской рок-музыки. Он был самым продаваемым финским альбомом 1974—1985 годов, всего было продано более 170 000 экземпляров в Финляндии. Альбом был записан в Стокгольме (Швеция) в студиях Marcus Music. На обложке альбома присутствуют участники группы, сидящие на заднем сиденье Кадиллака в хельсинкском пригороде Рускеасуо. Она неоднократно признавалась лучшей обложкой альбома в Финляндии.

## Список композиций
| №  | Название                         | Длительность |
| -- | -------------------------------- | ------------ |
| 1. | «It Ain't What You Do»           | 2:57         |
| 2. | «Hey Groupie»                    | 2:31         |
| 3. | «Tallahassee Lassie» (Слей, Кру) | 2:17         |
| 4. | «The Phone Rang» (Mister X)      | 1:37         |
| 5. | «I Will Stay» (Лундгрен)         | 2:40         |
| 6. | «Get On»                         | 3:43         |

| №   | Название                             | Длительность |
| --- | ------------------------------------ | ------------ |
| 7.  | «In the Nude» (Garland)              | 2:35         |
| 8.  | «Mister X» (Mister X, Hurriganes)    | 4:01         |
| 9.  | «Slippin' and Slidin'» (Литл Ричард) | 2:37         |
| 10. | «Oowee-Oohla»                        | 2:29         |
| 11. | «Roadrunner» (Бо Диддли)             | 4:16         |

## Позиции в чартах
| Страна    | Позиция | Дата         |
| --------- | ------- | ------------ |
| Финляндия | 1       | декабрь 1974 |